# Бабагай
Бабагай (бур. Баабгай - медведь) — село в Заларинском районе Иркутской области России. Административный центр Бабагайского муниципального образования. Находится примерно в 42 км к юго-западу от районного центра.

## Происхождение названия
Название Бабагай происходит от бурятского баабгай — «медведь», баабгайта — «медвежье».

## История
Населённый пункт основан в 1838 году.
В 1864 году земля населённого пункта перешли во владение Игнату Вампилову, буряту хонгодоровского рода, который пришёл на эту территорию из Алари и построил лиственничную юрту. Позже Бабагай был передан Вампиловым Павлу Васильевичу Переляеву.
На 1910 год в селе функционировали картёжно-игральный дом, шубно-кожевенная мастерская Кузьмина, небольшой магазин ссыльного Кривошина. В это время в Бабагае насчитывалось 42 дома.
В 1912 году открыта начальная школа, в 1919 году — сельпо. В 1920 году организован фельдшерско-акушерский пункт, а вскоре после этого построены  больница и базовая (восьмилетняя) школа.
В 1929 году в Бабагае создан колхоз «Красный аэроплан», который в 1950 году объединился с колхозами сёл Марининск, Жизневка, Шангина, Артуха, а 3 года спустя в его состав вошли колхозы населённых пунктов Исаковка и Муруй, после чего колхоз стал называться «Путь к коммунизму».
В 1977 году в селе построены детский сад на 220 мест, Дом культуры, а в 1981 году — новая школа.
В 2002 году колхоз был организован в СХПК «Колос», который был объявлен банкротом в 2005 году.

## Население
| 2002 | 2010 | 2011 | 2012 |
| ---- | ---- | ---- | ---- |
| 580  | ↘467 | ↘466 | →466 |

По данным Всероссийской переписи, в 2010 году в селе проживало 467 человек (236 мужчин и 231 женщина).